# 盧榮光
盧榮光，香港資深編劇，活躍於1980－1990年代，曾於亞洲電視任職劇集編劇長達約二十年是少數長年任職亞洲電視的編劇之一。
盧榮光在1979年加入麗的電視任職，在1982年麗的電視易名亞洲電視後繼續服務電視台，1984年開始擔任劇集編審，並經歷電視台多次股東變動，直至1990年代後期。

## 編劇作品

### 電視節目 （麗的電視）
- 1979年《九大簋》

### 電視劇 （其他）
- 2001年《陸小鳳之鳳舞九天》
- 2007年《笨小孩》
- 2012年《新審死官》

### 電影
- 2000年《天下無敵掌門人》

## 外部連結
- 盧榮光－ HKMDB （页面存档备份，存于）